# Duchennes muskeldystrofi
Duchennes muskeldystrofi, DMD, är en progressiv och mycket allvarlig muskelsjukdom uppkallad efter den franske läkaren Guillaume Duchenne. Sjukdomen är ärftligt X-länkat recessiv och drabbar oftast pojkar eftersom de endast har en X-kromosom. På senare tid har det även visats att kvinnor i mycket sällsynta fall kan drabbas av muskelsjukdomen. I Finland drabbas något färre än tio personer varje år, i Sverige drygt tio. 
Sjukdomen yttrar sig så att musklerna successivt bryts ner, och ersätts av fett och bindväv. Den sjuke får allt sämre motorik och svårt att röra sig. 
Är DMD känd sedan tidigare i släkten kan anlagsbärardiagnostik göras på den blivande modern. Man kan även få DMD utan att mamman bär anlaget, då rör det sig om en ny genmutation.

## Orsaker
Sjukdomen orsakas av en defekt gen på X-kromosomen, vilket leder till brist på proteinet dystrofin som finns i skelettmuskulaturen, hjärtat och till viss del i centrala nervsystemet. Genen ärvs av mamman eller pappan. länkar muskelcellens interna cytoskelett till den extracellulära matrixen via ett transmembrant proteinkomplex bestående sarcoglycaner som kopplar ihop med extracellulär laminin som i sin tur binder till extracellulär matrix. Detta för att överföra kraften från muskelns kontraktila element till matrix utan att belasta själva cellväggen. Då dystrofin saknas kommer cellväggen få stå för kraftöverföringen och kommer då skadas.

## Diagnos
Eftersom hög halt av kreatin fosfokinas (CPK) i blodet är ett tecken på DMD så utförs ofta detta test. Normalt värde är 60 internationella enheter per liter blod medan DMD-drabbade personer ligger mellan 15 000 och 35 000.
Muskelbiopsi visar att muskelfibrer gått under och ersatts av fett och bindväv. Specialfärgning för dystrofin ställer diagnosen. I typiska fall behöver man inte göra muskelbiopsi utan kan istället ställa diagnosen utifrån DNA-analys. Sjukdomen orsakas av en mutation i genen som kodar för dystrofin. Genen har 79 olika exoner och mutationen kan vara i olika av dessa. DNA-test kan påvisa mutationen och även användas för att utreda vilka släktingar som är anlagsbärare.

## Symptom
Det viktigaste symptomet är muskelförtvining främst i lår och bäcken men även andra delar av kroppen, i första hand nedre extremiteterna. Detta kan börja redan när barnet är nyfött men senast före sex års ålder. Problem med motorik, att man har lätt att ramla, deformerade muskler, benägenhet för svimning och förstorade vader är symptom som uppmärksammas före 6 års ålder eller efter. Andra vanliga symptom är magont eller kräkningar och senare också hjärtsvikt.

## Prognos
Den vanligaste orsaken till döden är ofta komplikationer i andningsmuskulaturen eller hjärtsvikt. Tidigare dog de flesta i tonåren, men tack vare framsteg i behandling och omvårdnad är medellivslängden idag cirka 30 år. Det finns även vissa som är över 50 år gamla.

## Behandling
Det finns ännu inget sätt att bota Duchennes muskeldystrofi, men behandling med kortison kan bromsa försämringen. Träning kan rätt utförd motverka nedbrytningen av befintliga muskler och förebygga felställningar i lederna. När andningsförmågan förändras på grund av försvagad andningsmuskulatur kan respiratoriska hjälpmedel sättas in, man behöver då också förebygga och behandla luftvägsinfektioner. Det är dessutom viktigt att tidigt upptäcka hjärtpåverkan och sätta in behandling mot detta.